# تود هيكمان
تود هيكمان (بالإنجليزية: Todd Hickman)‏ هو لاعب كرة قدم أمريكية أمريكي، ولد في 1963.